# شيلا باركر
شيلا باركر (بالإنجليزية: Sheila Parker)‏ (1 يناير 1947 - ) هي لاعبة كرة قدم بريطانية في مركز الدفاع. شاركت مع منتخب إنجلترا لكرة القدم للسيدات. أما مع النوادي، فقد لعبت مع Dick, Kerr Ladies F.C. ‏.